# 祖科蒂公园

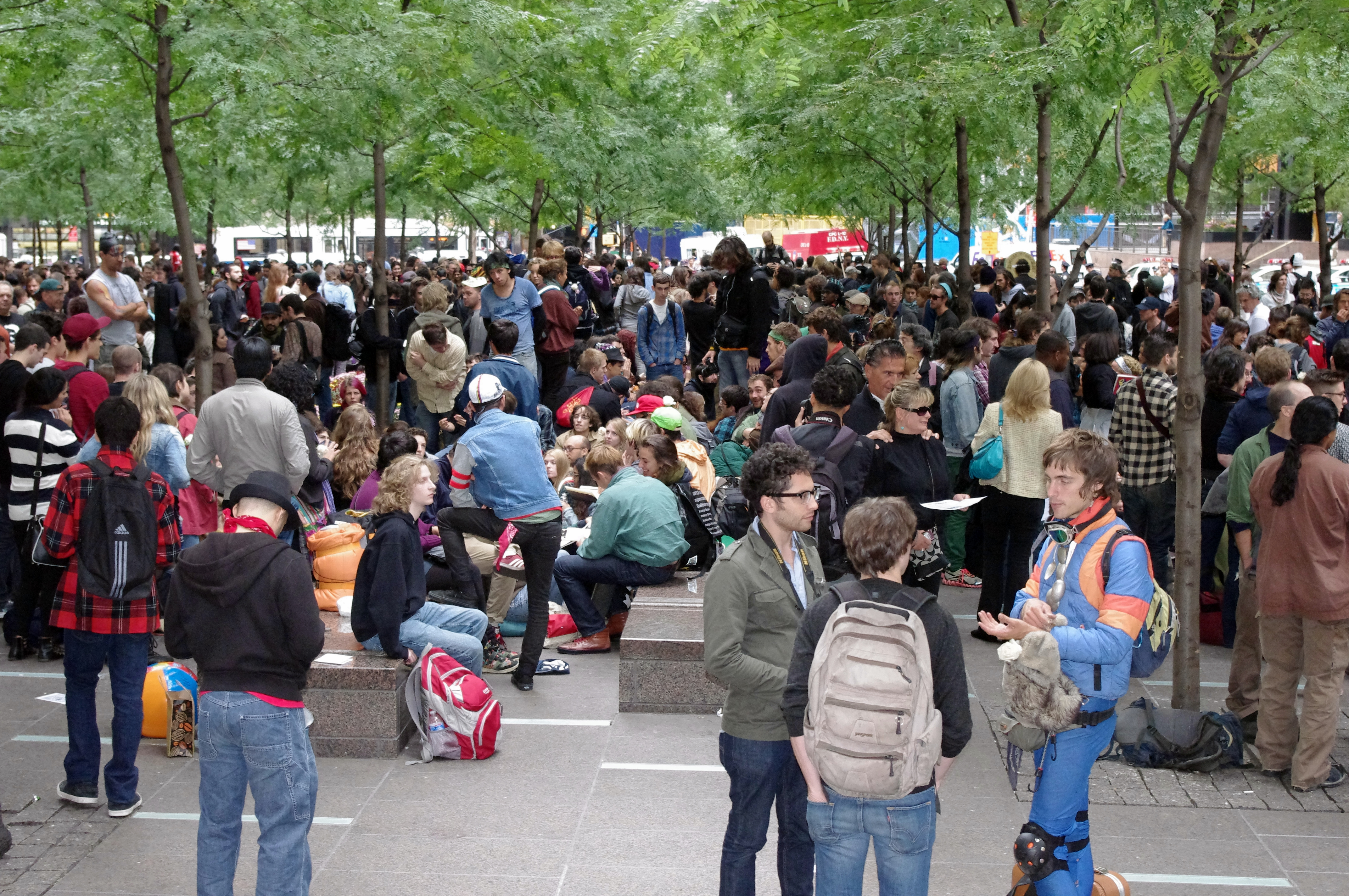
从2011年9月17日开始，公园被参与占领华尔街运动的抗议者所占领

祖科蒂公园（英語：Zuccotti Park），又譯儒柯帝公园或祖克提公园，以前叫做自由广场公园（Liberty Plaza Park），是一个坐落于纽约市曼哈顿下城地区的一个公园，面积3100平方公史。Brookfield房地产公司拥有公园的产权但公众可以使用，是一處私有公共空間。它具体位于百老汇大街、自由街和教堂街之间。公园的西北角通往世界贸易中心。

## 历史
公园建造于1960年代晚期。由于它坐落在华尔街金融区，所以是一个很受民众欢迎的场所。在2001年的九一一袭击事件，许多碎片飘落到了公园里。
在获得个人捐献的800万美元的赞助经过Cooper, Robertson & Partners公司的修复后，于2006年6月1日重新开放，这时更名为祖科蒂公园以纪念捐助者——前任纽约市计划委员会主席和第一副市长，即现任的Brookfield Properties公司的总裁John Zuccotti。此后作为纽约恢复重建的一个舞台表演场所。目前该公园是花岗岩地面，种有许多树木，并设置了一些坐椅。